# Manastir Uznesenja Presvete Bogorodice u Dalj planini
Manastir Uznesenja Presvete Bogorodice u Daljskoj planini, narodno znan i kao manastir Vodica (srp. Манастир Успења Пресвете Богородице у Даљској Планини; Манастир Водица) srpski je pravoslavni manastir u istočnoj Slavoniji u okolici Dalja. Čine ga crkva, oltar na otvorenom uklesan u brdo i konak (čardak).

## Povijest
Car Josip I. 15. srpnja 1706. godine srpskom patrijarhu Arseniju III Crnojeviću dao je veliko zemaljsko dobro koje je obuhvaćalo Dalj, Bijelo Brdo, Lovas, Borovo i Kečin, nakon što  su snage Svete lige oslobodile ove krajeve od Turaka koji su godinama vladali daljskom kasabom i okolicom. Time je car Srbima darovao preko 25.000 jutara najkvalitetnije zemlje. Između 1713. i 1725. godine, na ovom prostoru podiže se Patrijaršijski dom (vladičanski dvor) i to u samom centru Dalja. Podižu ga mitropolit karlovački Vikentije Popović-Hadžilović, te patrijarh Arsenije IV. Jovanović Šakabenta.
Godine 1758. zalaganjem mitropolita Pavla Nenadovića sagrađena je kapela u Daljskoj planini na ljekovitom izvoru daljskoga vlastelinstva u blizini Dunava. Posvetio ju je isti mitropolit, o čemu svjedoči i pronađena povelja. Prvobitna kapela imala je oblik jednobrodne građevine malih razmjera sa zvonikom na zapadnom dijelu hrama. Bogato izrezbaren i pozlaćen ikonostas s 36 ikona načinjen je neposredno poslije izgradnje kapele, a dovršen je 28. kolovoza 1760. godine, o čemu svjedoči kartuša s natpisom o slikanju oltarske pregrade. Iznad izvora vode kojoj narod pripisuje ljekovita svojstva, partijarh srpski Josif Rajačić je 1899. godine podigao čardak, o čemu svjedoči natpis iznad ulaznih vrata.
Početkom 2. svjetskog rata kapela i sam manastir bivaju srušeni, kao i Vladičanski dvor u samom Dalju. Završetkom rata u razdoblju od 1946. do 1948. godine, počinje obnova manastira, te je tad sazidana nova crkva i obnovljen čardak. Nova crkva je zidana u srpsko-bizantskom stilu s jednom kupolom koja čini i današnji oblik kapele. U sklopu manastirskog kompleksa postoji vanjski preobraženski oltar i zvonik, također porušeni tijekom stradanja manastira u vrijeme NDH, a koji su obnovljeni zajedno s kapelom 1948. godine.
Godine 1991. formira se Osječkopoljska i baranjska eparhija, te od tada ovaj manastir postaje "središnji manastir eparhije".

## Monaštvo
Ne postoje podatci o monaškom životu prije 2. svjetskog rata. U manastiru su službovali daljski svećenici samo za Preobraženje Gospodnje i Uznesenje Presvete Bogorodice. Tek se 1950. godine osniva sestrinstvo manastira. Monahinje su živjele ovdje sve do 1974. godine, kada se odlaskom posljednje monahinje gasi monaški život u ovom manastiru.

## Hramovna slava
Hramovna slava je blagdan Uznesenja Presvete Bogorodice (Velika Gospojina), koji pravoslavni Srbi slave 28. kolovoza. Pored toga, u manastiru se narod u velikom broju okuplja i na blagdane Preobraženja Gospodnjeg (19. kolovoza), što je bogomoljačka slava, rođenja Presvete Bogorodice (21. rujna) i na Svetog apostola (2. lipnja), kada je zavjetni dan Srba, Hrvata i Mađara žitelja Dalj planine.

## Unutarnje poveznice
- Daljska planina
- Daljska Vodica